# انتخابات مجلس عراق (۲۰۱۸)

نتایج انتخابات عراق:
ائتلاف سائرون (صدر)
ائتلاف فتح (العامری)
اتحاد میهنی کردستان
حزب دموکرات کردستان عراق (مسعود بارزانی)
ائتلاف نصر (العبادی)
ائتلاف قلعة الجماهیر الوطنیة
القرار العراقی (نجیفی)
الانبار هویتنا

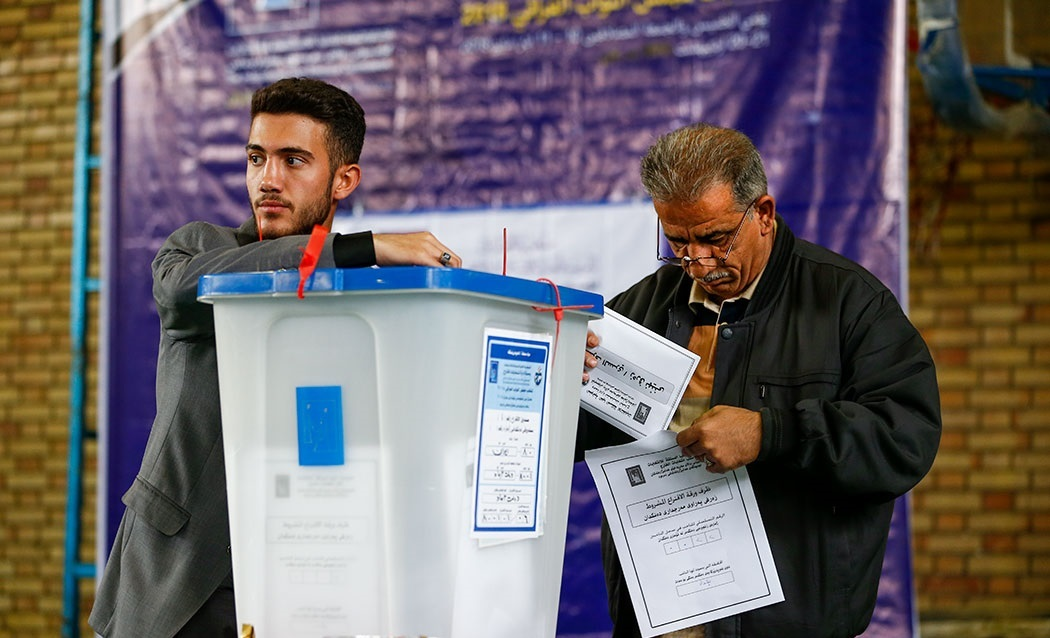
برگزاری انتخابات مجلس عراق در تهران

انتخابات مجلس عراق در ۱۲ مه ۲۰۱۸ برگزار شده‌است. این انتخابات برای گزینش ۳۲۹ عضو مجلس عراق برگزار می‌شود که رئیس‌جمهور و نخست‌وزیر آیندهٔ عراق را تعیین خواهند کرد. انتخابات ۲۰۱۸، دومین انتخابات مجلس این کشور بعد از خروج کامل نیروهای آمریکایی از عراق در سال ۲۰۱۱، چهارمین انتخابات بعد از سقوط صدام حسین، و نخستین انتخابات سراسری پس از شکست کامل داعش به‌شمار می‌رود. مجلس عراق در منطقهٔ سبز بغداد قرار دارد و یگانه مجلس قانون‌گذاری در کشور عراق (البته غیر از مجلس حکومت اقلیم کردستان)محسوب می‌شود. نمایندگان این مجلس برای دوره‌های چهارساله از طریق رأی مستقیم مردم انتخاب می‌شوند.
۴۴٫۵۲ درصد واجدین شرایط در انتخابات شرکت کردند و بر اساس شمارش ۹۱ درصد آرا در ۱۶ استان از ۱۸ استان عراق، «ائتلاف اتحاد انقلابیون برای اصلاحات» (سائرون) به رهبری مقتدی صدر بر دیگر ائتلاف‌ها پیشی گرفته‌است. اما آرا در بین فهرست‌های گوناگون توزیع شد و هیچ‌یک از فهرست‌ها اکثریت مطلق آرای مردم را به دست نیاورد. در این انتخابات فهرست سائرون به رهبری مقتدی صدر که موضعی ملی‌گرایانه و مستقل نسبت به ایران و آمریکا دارد، در صدر قرار گرفت. فهرست فتح به رهبری هادی العامری، فرمانده حشد الشعبی که متحد ایران است، در جای دوم قرار گرفت و ائتلاف نصر به رهبری حیدر العبادی، که هم با ایران و هم با آمریکا تعامل مثبت دارد، در جای سوم ایستاد.

## پیش‌زمینه
این انتخابات ۶ ماه پس از همه‌پرسی استقلال کردستان عراق برگزار می‌شود، همه‌پرسی‌ای که در آن ۹۳درصد از رأی‌دهندگان به استقلال این منطقهٔ خودمختار از عراق پاسخ آری دادند. در اقدامی تلافی‌جویانه، دولت عراق به‌رهبری حیدر عبادی، فرودگاه بین‌المللی اربیل را تعطیل کرد، همهٔ مرزهای کردستان عراق با دیگر کشورهای همسایه را تحت کنترل گرفت، و با کمک بسیج مردمی عراق (حشد الشعبی)، مناطق مورد اختلاف همچون منطقهٔ نفت‌خیز کرکوک را اشغال نظامی کرد. سیاست‌مداران عراقی خواستار مذاکره با دولت اقلیم کردستان عراق بودند و به این دولت فشار می‌آوردند که نتیجهٔ همه‌پرسی را به‌صورت رسمی باطل اعلام کنند.
برگزاری این انتخابات، نخست برای سپتامبر سال ۲۰۱۷ میلادی برنامه‌ریزی شده‌بود، اما به‌علت طولانی شدن جنگ داخلی عراق، این انتخابات با ۶ ماه تأخیر سرانجام در ۱۲ مه ۲۰۱۸ میلادی برگزار شد. بزرگ‌ترین ائتلاف عرب‌های سنی، یعنی متحدون، به‌دلیل بازگشت آوارگان جنگی به خانه‌هایشان، خواستار تأخیر شش‌ماههٔ دیگری نیز بودند. یک نمایندهٔ عرب سنی در مجلس عراق، برگزاری انتخابات در چنین شرایطی را همچون «کودتای نظامی علیه فعالیت‌های سیاسی» می‌داند. با این وجود، دادگاه عالی قانون اساسی تصریح کرد که تأخیر در انتخابات، غیرقانونی خواهد بود.

## سیستم انتخاباتی
اعضای مجلس عراق از طریق ارائهٔ لیست‌های فراگیر با حضور احزاب مختلف انتخاب می‌شوند و از ۱۸ استان عراق به‌عنوان حوزه‌های انتخابیه استفاده می‌شود. سیستم برگزاری انتخابات در عراق در این دوره براساس روش سنت-لاگه انجام می‌شود و عدد ۱٫۷ به‌عنوان عدد مبنا در نظر گرفته شده‌است. این امر تا حدی به نفع ائتلاف‌های بزرگ خواهد بود، لذا در انتخابات ۲۰۱۸ عراق، ائتلاف‌های بزرگ شانس بیش‌تری برای پیروزی و کسب آرای بیشتر در انتخابات خواهند داشت.
۸ کرسی برای گروه‌های اقلیت در سطح ملی نگه داشته می‌شوند: ۵ کرسی برای مسیحیان، ۱ کرسی برای مندائیان، ۱ کرسی برای یزیدیان، و ۱ کرسی برای شَبَک‌ها. با این حال، مجلس عراق در ۱۱ فوریه ۲۰۱۸ افزودن یک کرسی در استان واسط برای کردهای فیلی را تصویب کرد. در نتیجه مجموع کرسی‌های مجلس عراق، ۳۲۹ کرسی تعیین شد.
در ژانویهٔ ۲۰۱۸ دادگاه عالی قانون اساسی عراق رأی داد که تعداد کرسی‌های یزیدی‌ها باید افزایش یابد ولی مشخص نیست که آیا این تغییر در انتخابات جاری اعمال می‌شود یا نه.
در انتخابات سال جاری، ۶٫۹۰۴ نفر نامزد شده‌اند. اختصاص کرسی‌ها به هر استان و تعداد نامزدها به‌تفکیک هر استان به‌صورت زیر است:
| استان           | کرسی‌ها | تعداد نامزدها |
| --------------- | ------ | ------------- |
| استان انبار     | ۱۵     | ۳۸۳           |
| استان بابل      | ۱۷     | ۳۳۸           |
| استان بغداد     | ۶۹     | ۱٬۹۸۵         |
| استان بصره      | ۲۵     | ۵۲۲           |
| استان دهوک      | ۱۱     | ۱۱۵           |
| استان ذی‌قار     | ۱۹     | ۲۷۹           |
| استان دیاله     | ۱۴     | ۲۵۹           |
| استان اربیل     | ۱۵     | ۱۷۳           |
| استان کربلا     | ۱۱     | ۱۹۷           |
| استان کرکوک     | ۱۲     | ۲۹۱           |
| استان میسان     | ۱۰     | ۱۰۵           |
| استان مثنی      | ۷      | ۱۰۲           |
| استان نجف       | ۱۲     | ۲۴۴           |
| استان نینوا     | ۳۱     | ۹۰۷           |
| استان قادسیه    | ۱۱     | ۱۹۱           |
| استان صلاح‌الدین | ۱۲     | ۳۳۲           |
| استان سلیمانیه  | ۱۸     | ۲۱۱           |
| استان واسط      | ۱۱     | ۱۸۰           |
| اقلیت‌ها         | ۹      | ۹۰            |
| مجموع           | ۳۲۹    | ۶٬۹۰۴         |

## ائتلاف‌ها
تا ۲۶ دسامبر ۲۰۱۷ مجموعاً ۲۰۴ حزب برای رقابت در انتخابات نام‌نویسی کردند و مهلت نام‌نویسی ائتلاف‌ها نیز تا ۱۱ ژانویهٔ ۲۰۱۸ بود. مجموعاً ۲۷ ائتلاف تا پایان مهلت قانونی نام‌نویسی کردند، که شامل ۱۴۳ حزب سیاسی می‌شود؛ تعدادی از احزاب نیز خارج از ائتلاف به رقابت می‌پردازند.
سیدمقتدی صدر روحانی بانفوذ شیعه رهبر جریان صدر یک لیست مشترک با حزب کمونیست عراق که (سائرون)اتحاد انقلابیون برای اصلاحات نام دارد را معرفی کرد. این ائتلاف بر اساس همکاری‌های پیشین با کمونیست‌ها از سال ۲۰۱۶ است که هر دوی آن‌ها تظاهرات‌هایی در بغداد علیه فساد و فرقه‌گرایی در دولت را سازمان‌دهی کردند.
ائتلاف دولت قانون که با تصاحب ۹۲ کرسی در انتخابات پیشین پیروز شد، در انتخابات امسال با دو ائتلاف جداگانه شرکت خواهد کرد. حیدر عبادی، نخست‌وزیر عراق، رهبری ائتلاف موسوم به «النصر» (به‌معنای پیروزی، اشاره‌ای به پیروزی بر داعش) را برعهده داشت، در حالی که معاون رئیس‌جمهور، نوری مالکی، ائتلاف دولت قانون را رهبری کرد. اعضای حزب الدعوه اسلامی که عبادی و مالکی از اعضای آن هستند، آزادند که از هریک از این دو ائتلاف پشتیبانی کنند.
اعضای اصلی بسیج مردمی عراق که اکثراً از شبه‌نظامیان شیعهٔ عربی هستند و در کنار نیروی زمینی عراق از سال ۲۰۱۴ تا ۲۰۱۷ علیه داعش جنگیدند، ائتلافی برای رقابت در این انتخابات تشکیل دادند. اتحاد فتح شامل سپاه بدر، عصائب اهل حق، کتائب حزب‌الله، و کتائب امام علی است و توسط هادی العامری رهبری می‌شود. این ائتلاف در حال حاضر دارای ۲۲ کرسی است، و قبلاً بخشی از ائتلاف دولت قانون بوده‌است که در دسامبر ۲۰۱۷ از این ائتلاف خارج شد.
سید عمار حکیم رهبر ائتلاف مواطن، سومین ائتلاف بزرگ مجلس عراق، در ژوئیه ۲۰۱۷ اعلام کرد که مجلس اعلای اسلامی عراق (که پس از مرگ پدرش عبدالعزیز حکیم، رهبر آن بوده‌است) را ترک خواهد کرد، و یک «جنبش ملی غیراسلامی» جدید را شکل خواهد داد؛ این جنبش تازه جنبش ملی الحکما نام دارد. از ۲۹ عضو مجلس عراق از ائتلاف مواطن، ۲۴ نفر به جنبش ملی الحکما پیوسته‌اند. ۵ عضو باقی‌مانده نیز به اتحاد فتح ملحق شدند.

### اقلیم کردستان
در میان احزاب کرد، با مرگ جلال طالبانی رهبر اتحادیهٔ میهنی کردستان، و رهبر اپوزیسیون، نوشیروان مصطفی، تغییرات مهمی نسبت به انتخابات پیشین رخ داده‌است. در سپتامبر ۲۰۱۷، برهم صالح، نخست‌وزیر پیشین کردستان عراق و جانشین رهبر اتحادیهٔ میهنی کردستان اعلام کرد که این حزب را ترک خواهد کرد و حزب مخالف جدیدی به‌نام ائتلاف دموکراسی و عدالت را تشکیل خواهد داد.به‌نظر می‌رسد که این حزب توانایی تغییر چهرهٔ سیاسی کردستان عراق را داشته‌باشد. صالح امیدوار است که بتواند دیگر احزاب مخالف همچون گوران و کومال را نیز گردهم آورد و با حزب حاکم دموکرات کردستان عراق رقابت کند. هر سه حزب یک ائتلاف به‌نام نیشتمان (وطن) را تشکیل داده‌اند. ائتلاف اتحادیهٔ میهنی کردستان و حزب دموکرات کردستان توافق کردند که دوباره تحت یک لیست مشترک از همهٔ احزاب کرد در کرکوک در انتخابات مجلس شرکت کنند. با این حال، حزب دموکرات اعلام کرد که آن‌ها انتخابات را در کرکوک و دیگر مناطقی که «تحت اشغال نظامی هستند» تحریم خواهند کرد.

### مناطق سنی‌نشین
در میان احزاب عرب سنی، ائتلاف متحدون که توسط اسامه نجیفی رهبری می‌شود و در انتخابات سال ۲۰۱۴ برندهٔ ۲۳ کرسی بود، دوباره به میدان آمده‌است. البته حزب اسلامی عراق که رهبر آن، سلیم الجبوری، رئیس مجلس عراق است، از این ائتلاف خارج شده‌است و به حزب الوطنیه متعلق به ایاد علاوی، نخست‌وزیر سابق عراق، و حزب العربیه متعلق به صالح مطلک پیوسته‌است. این فهرست مشترک، الوطنیه نامیده خواهد شد. احزاب دیگری نیز ائتلاف متحدون را ترک کرده‌اند، از جمله حزب الحل و برخی از احزاب دیگر نیز ائتلاف‌های جدیدی تحت عنوان استان‌های حوزهٔ انتخابیه‌شان ایجاد کرده‌اند، مانند «صلاح‌الدین هویت ماست» در استان صلاح‌الدین، یا «انبار هویت ماست» در استان انبار، و «ائتلاف بغداد» در بغداد.

### احزاب مدنی
در میان احزاب مدنی که در تلاش برای تشکیل دولتی مدنی هستند، ائتلاف اصلی تشکیل‌شده «ائتلاف تمدن» است که توسط فائق شیخ علی رهبری می‌شود و در حال حاضر در مجلس عراق ۴ کرسی دارد. این ائتلاف از چهار حزب ملی، غیرفرقه‌ای، و لیبرال به نام‌های حزب مردم برای اصلاحات، حزب ملی الاتفاق، جنبش مدنی ملی، و جنبش ملی عراق تشکیل شده‌است.

### احزاب آشوری
از میان ۳۲۹ کرسی مجلس عراق، ۵ کرسی به آشوری‌ها تعلق دارد. هر کدام از این پنج کرسی در استان‌های مختلفی شامل بغداد، دهوک، اربیل، کرکوک، و نینوا قرار دارند. در زمان انتخابات، تنها حدود ۲۰۰٫۰۰۰ نفر آشوری در عراق زندگی می‌کنند.
در حال حاضر در مجلس عراق، جنبش دموکراتیک آشوریان دارای ۲ کرسی، مجلس ملی کلدانی سریانی آشوری ۲ کرسی، و حزب کمونیست عراق دارای ۱ کرسی هستند.

## نتایج

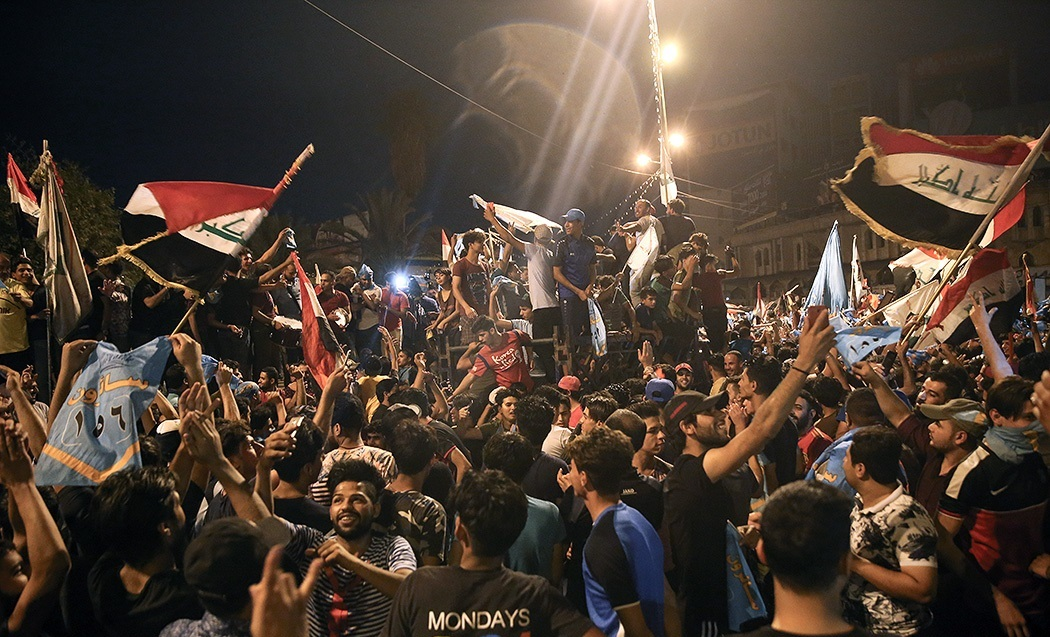
جشن گرفتن حامیان جریان صدر در میدان آزادی بغداد پس از مبارزات انتخاباتی موفق

انتخابات پارلمانی عراق در تاریخ ۲۲ اردیبهشت ۱۳۹۷ خورشیدی برگزار شد و نتایج آن از سوی کمیسیون انتخابات عراق، در سه مرحله (ابتدا در ۱۰ استان، ۶ استان در مرحله دوم و ۲ استان در مرحله سوم) منتشر شد. مسئولان کمیساریای انتخابات میزان مشارکت در انتخابات پارلمانی اخیر را، ۴۴٫۵۲ درصد اعلام کردند. بر اساس این گزارش، در این انتخابات ۱۰ میلیون و ۸۴۸ هزار نفر مشارکت کردند. این در حالی است که واجدان شرایط رأی‌دادن در عراق، ۲۴ میلیون نفر اعلام شده‌بود.
بر این اساس: فهرست سائرون ۵۴ کرسی، فهرست الفتح ۴۷ کرسی، فهرست النصر ۴۲ کرسی، فهرست القانون ۲۵ کرسی و حزب دموکرات کردستان عراق به رهبری بارزانی ۲۵ کرسی از کرسی‌های پارلمان عراق را از آن خود ساختند.
حزب الوطنیه به‌رهبری ایاد علاوی ۲۱ کرسی، اتحادیه میهنی کردستان عراق به‌رهبری «کوسرت رسول علی» ۱۸ کرسی و ائتلاف متحدون به رهبری «اسامه النجیفی» ۱۴ کرسی را از آن خود کردند.
فهرست «الجماهیر الوطنیة» ۷ کرسی، فهرست التغییر ۵ کرسی، فهرست «الجیل الجدید» (نسل نوین) به ریاست «شاسوار عبدالواحد» بازرگان کُرد، ۴ کرسی، فهرست «الانبار هویتنا» ۵ کرسی و فهرست «نینوا هویتنا» ۳ کرسی پارلمان را کسب کردند.
| حزب               | حزب                          | آرا | % | کرسی‌ها | +/– |
| ----------------- | ---------------------------- | --- | - | ------ | --- |
|                   | اتحاد انقلابیون برای اصلاحات |     |   | ۵۶     |     |
|                   | ائتلاف فتح                   |     |   | ۵۴     |     |
|                   | ائتلاف نصر                   |     |   | ۴۶     |     |
|                   | حزب الوطنیة                  |     |   | ۲۸     |     |
|                   | ائتلاف دولت قانون            |     |   | ۲۶     |     |
|                   | حزب دموکرات کردستان عراق     |     |   | ۲۴     |     |
|                   | ائتلاف متحدون                |     |   | ۱۷     |     |
|                   | جنبش ملی الحکما              |     |   | ۱۶     |     |
|                   | اتحادیه میهنی کردستان        |     |   | ۱۵     |     |
|                   | حرکت ملی برای اصلاح و توسعه  |     |   | 10     |     |
|                   | ائتلاف العربیة               |     |   | ۶      |     |
|                   | جنبش تغییر                   |     |   | ۵      |     |
|                   | نسل جدید                     |     |   | ۴      |     |
|                   | جنبش اراده                   |     |   | ۴      |     |
|                   | ائتلاف برای دموکراسی و عدالت |     |   | ۳      |     |
|                   | اتحاد اسلامی کردستان         |     |   | ۳      |     |
|                   | گروه اسلامی کردستان          |     |   | ۲      |     |
|                   | ائتلاف تمدن                  |     |   | ۱      |     |
| اقلیت‌ها           | اقلیت‌ها                      |     |   | ۹      |     |
| آراء باطله / سفید | آراء باطله / سفید            |     | – | –      | –   |
| جمع               | جمع                          |     |   | ۳۲۹    | +۱  |
| مشارکت‌کنندگان     | مشارکت‌کنندگان                |     |   | –      | –   |
| ن ب و             |                              |     |   |        |     |